# Dean Bridge
Die Dean Bridge ist eine im 19. Jahrhundert erbaute Straßenbrücke in Edinburgh, Schottland, welche die Queensferry Road über den Fluss Water of Leith führt und damit den Stadtteil Inverleith mit dem Stadtzentrum verbindet. Das Bauwerk ist als Denkmal der höchsten Kategorie A geschützt.
Die Brücke wurde in den Jahren 1829 bis 1831 vom Baumeister Thomas Telford errichtet und ermöglichte Edinburgh in Richtung Nordwesten zu wachsen, indem sie die 30 m tiefe Schlucht des Flusses überwindet. Sie sollte ursprünglich drei Bögen haben. Da es beim ersten Probleme mit der Fundierung der Pfeiler gab, änderte Telford den Entwurf auf einen Pfeiler und einen Bogen mehr, das heißt auf vier Bögen ab. Der Bau der Bögen erfolgte mithilfe eines Holzlehrgerüstes. 
Ähnlich wie bei der Over Bridge in Gloucester werden die Bürgersteige von eigenen Bögen getragen, die aus dem Haupttragwerk hervorspringen. Sie haben eine größere Spannweite und sind dünner als die Bogen des Haupttragwerks. Die Brücken wirken deshalb leichter.